# Carl Anderson
Carl Anderson (Lynchburg, 27 de fevereiro de 1945 — Los Angeles, 23 de fevereiro de 2004) foi um ator e cantor estadunidense que interpretou o papel de Judas Iscariotes na ópera rock Jesus Cristo Superstar, filme dirigido por Norman Jewison em 1973. Morreu após uma longa batalha contra a leucemia.

## Discografia
- 1973 - Jesus Christ Superstar (trilha sonora do filme)
- 1982 - Absence Without Love
- 1984 - On and On
- 1985 - Protocol
- 1986 - Carl Anderson
- 1988 - Act of Love
- 1991 - Pieces of a Heart
- 1992 - Fantasy Hotel
- 1994 - Heavy Weather / Sunlight Again
- 1997 - Why We Are Here!
- 1997 - From Here I Stand (single with Ellis Hall)